# Yueyanglou
Yueyanglou (en chino, 岳阳楼区; pinyin, Yuèyáng·Lóu) es un distrito urbano bajo la administración directa de la Prefectura  Yueyang  en la Provincia de Hunan, República Popular China.  Su área es de 407 km² y su población total para 2015 superó los 500 mil  habitantes. 

## Administración
El  Distrito Yueyanglou   se divide en 20 pueblos  administrados  en 17 subdistritos,   1 poblado y 2  villas.

## Toponimia
Yueyanglou quiere decir literalmente "Torre Yueyang", un campanario con más de 1800 años de historia construido durante el periodo de los Tres Reinos.